# River Gee County
River Gee County är en region i Liberia. Den ligger i den sydöstra delen av landet, 300 km öster om huvudstaden Monrovia. Antalet invånare är 66 789. Arean är 5 113 kvadratkilometer. Dess regionhuvudort är Fish Town.
River Gee County delas in i följande administrativa distrikt:
- Chedepo District

- Gbeapo District
- Glaro
- Karforh District
- Nanee District
- Nyenawliken District
- Nyenebo District
- Potupo District
- Sarbo
- Tuobo